# Bulverde
La ville de Bulverde (en anglais [bʊlˈvɜːrdi]) est située dans le comté de Comal, dans l’État du Texas, aux États-Unis. Sa population s’élevait à 4 630 habitants lors du recensement de 2010, estimée à 5 022 habitants en 2016.

## Source
- (en) Cet article est partiellement ou en totalité issu de l’article de Wikipédia en anglais intitulé « Bulverde, Texas » (voir la liste des auteurs).